# کنمور ایر
کنمور ایر (به انگلیسی: Kenmore Air) یک شرکت هواپیمایی با کد یاتا M5 است که در تاریخ ۱۹۴۶ میلادی تأسیس شده‌است. دفتر مرکزی کنمور ایر در کنمور، واشینگتن واقع شده‌است و قطب این شرکت هواپیمایی در فرودگاه آبی کنمور قرار دارد.